# Saithalimpaşa, Çifteler
Saithalimpaşa là một xã thuộc huyện Çifteler, tỉnh Eskişehir, Thổ Nhĩ Kỳ. Dân số thời điểm năm 2011 là 267 người.